# 鲁鲁伊岳
鲁鲁伊岳（日语：／ Rurui-dake，羅馬化：Vulkan Ruruy）是國後島的火山，属北海道根室振兴局或萨哈林州南库里尔斯克区，海拔1,485米。